# Цейоний Руфий Альбин (консул)
Цейо́ний Ру́фий Альби́н (лат. Ceionius Rufius Albinus, также встречается вариант лат. Rufinus — Руфин) — государственный деятель Римской империи середины IV века, консул 335 года и префект города Рима в 336—337 годах.

## Биография
Альбин сыном консула 311 года Гая Цеойония Руфия Волузиана и Нуммии Альбины.
В 335 году он был сделан консулом вместе с единокровным братом императора Константина I Великого, Юлием Констанцием. С 30 декабря 335 года по 10 марта 337 года, согласно «Хронографии 354 года» Альбин занимал должность префекта Рима. В источниках он упоминается как философ (возможно, его следует отождествлять с философом Альбином) и, предположительно, был автором работ по логике и геометрии. Вероятно, Альбин также был автором римской истории в стихах. За его заслуги около 337 года по постановлению Сената ему была установлена статуя.
В своем «Mathesis» сенатор и астролог Юлий Фирмик Матерн сообщает о гороскопе префекта города, который не упоминается по имени и которого современные исследователи идентифицировали с Цейонием Руфием Альбином. Если их предположения верны, то датой рождения Альбина было 14 (или 15) марта 303 года.
Его сыном, возможно, был Гай Цейоний Руфий Волузиан Лампадий, praefectus urbi 365 года, а внуком — Цейоний Руфий Альбин, префект города в 389—391 годах.